# Rhee
Rhee – wieś w Holandii, w prowincji Drenthe, w gminie Assen.